# Chiesa di San Giacomo (Dachau)
La chiesa di San Giacomo (in tedesco Kirche St. Jakob) è la parrocchiale di Dachau, comune capoluogo dell'omonimo circondario nella Baviera, Germania. La chiesa rinascimentale, la maggiore del distretto, appartiene alla diocesi di Augusta, sede della Chiesa cattolica in Germania suffraganea dell'arcidiocesi di Monaco e Frisinga ed è stata edificata nel XIII secolo poi ricostruita tre secoli più tardi.

## Storia

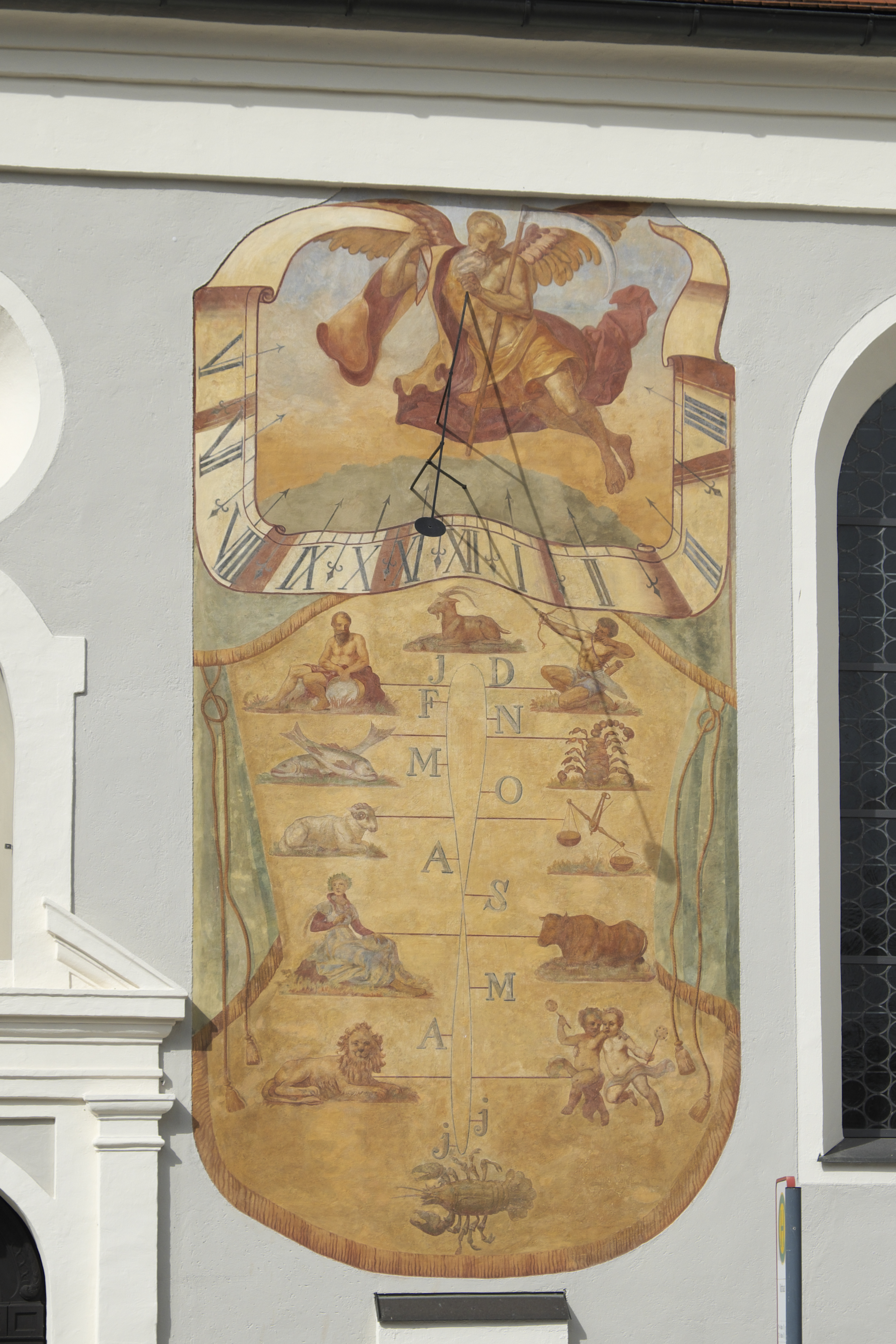
Grande meridiana sulla facciata meridionale

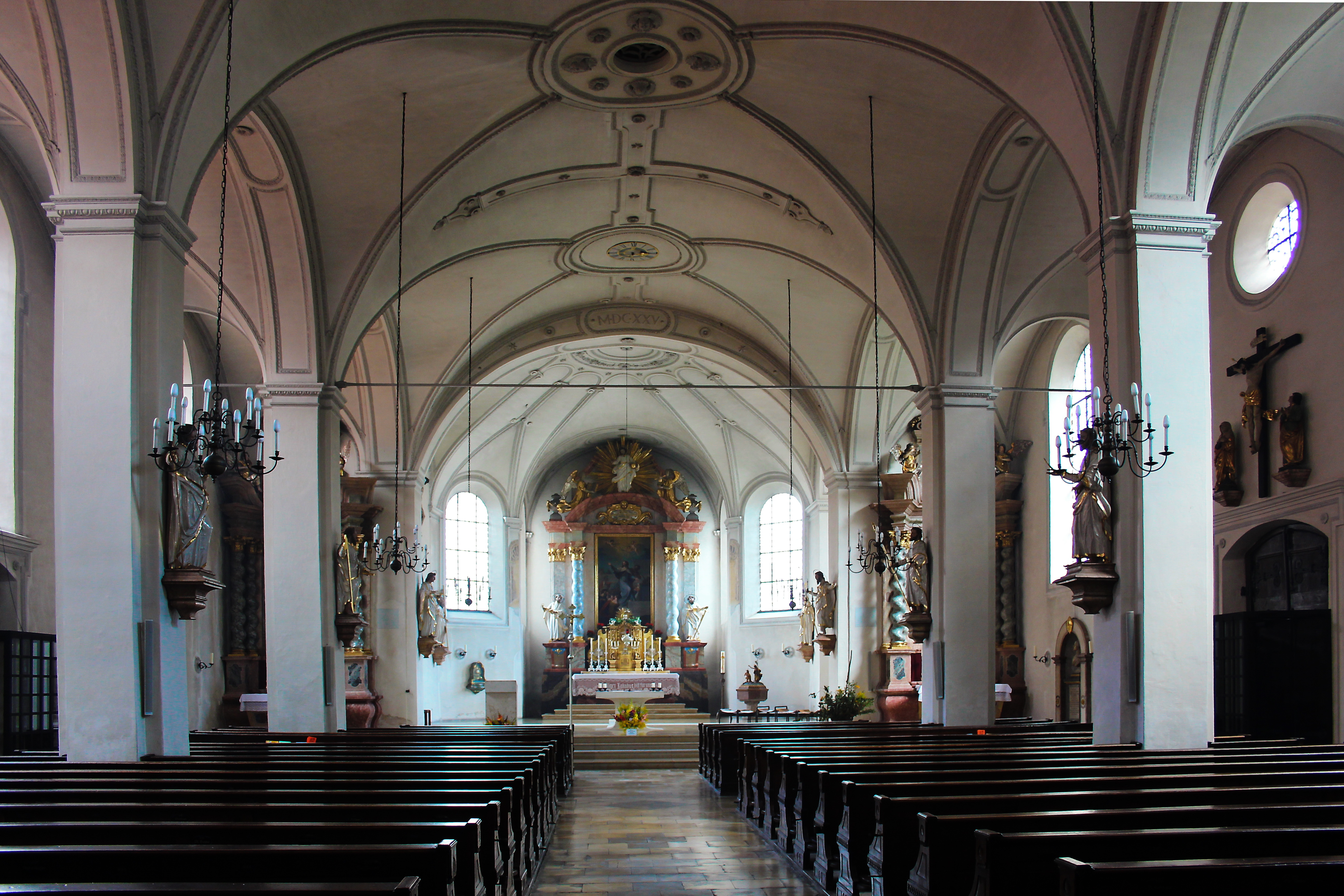
Interno della sala diviso in tre navate

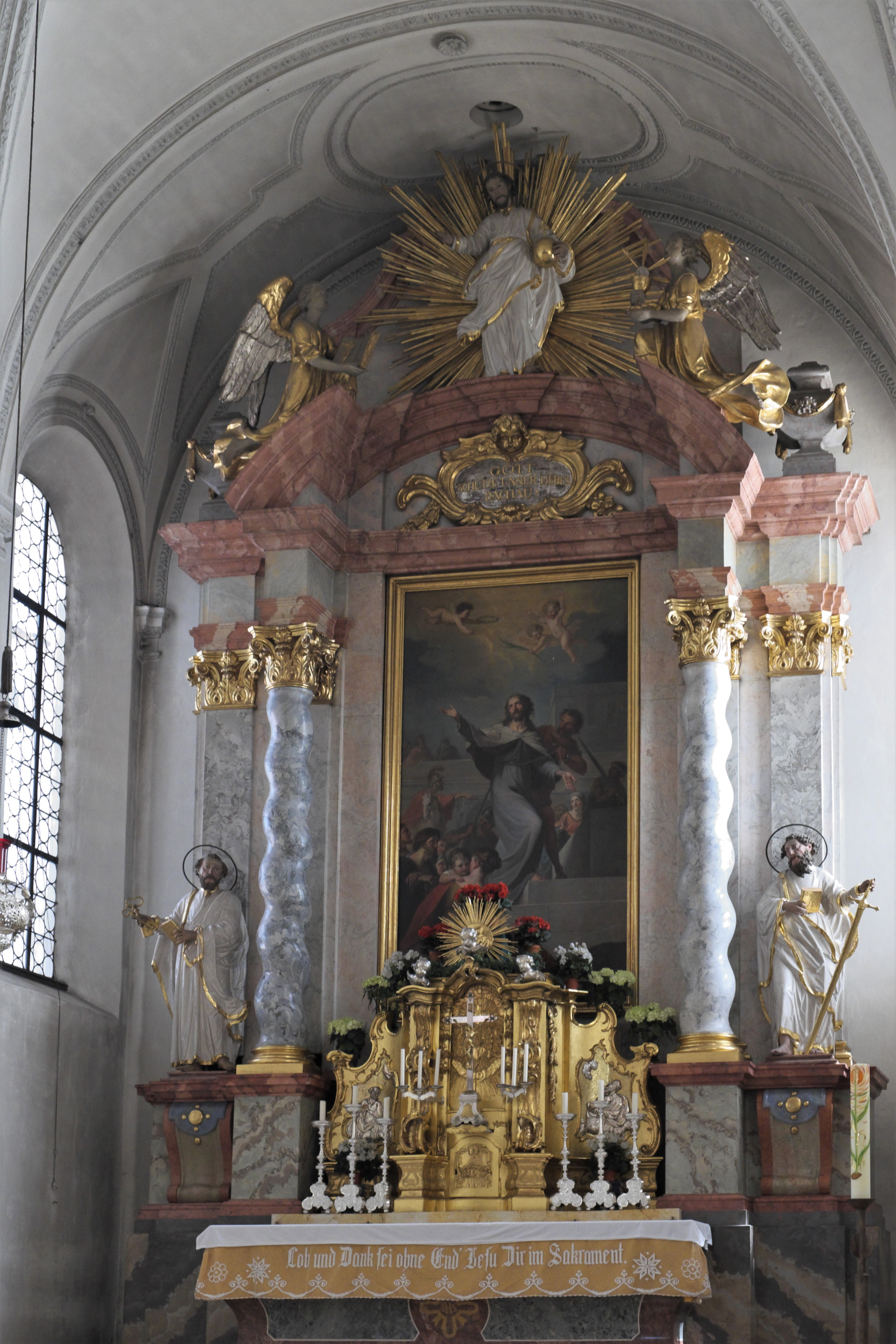
Altare maggiore

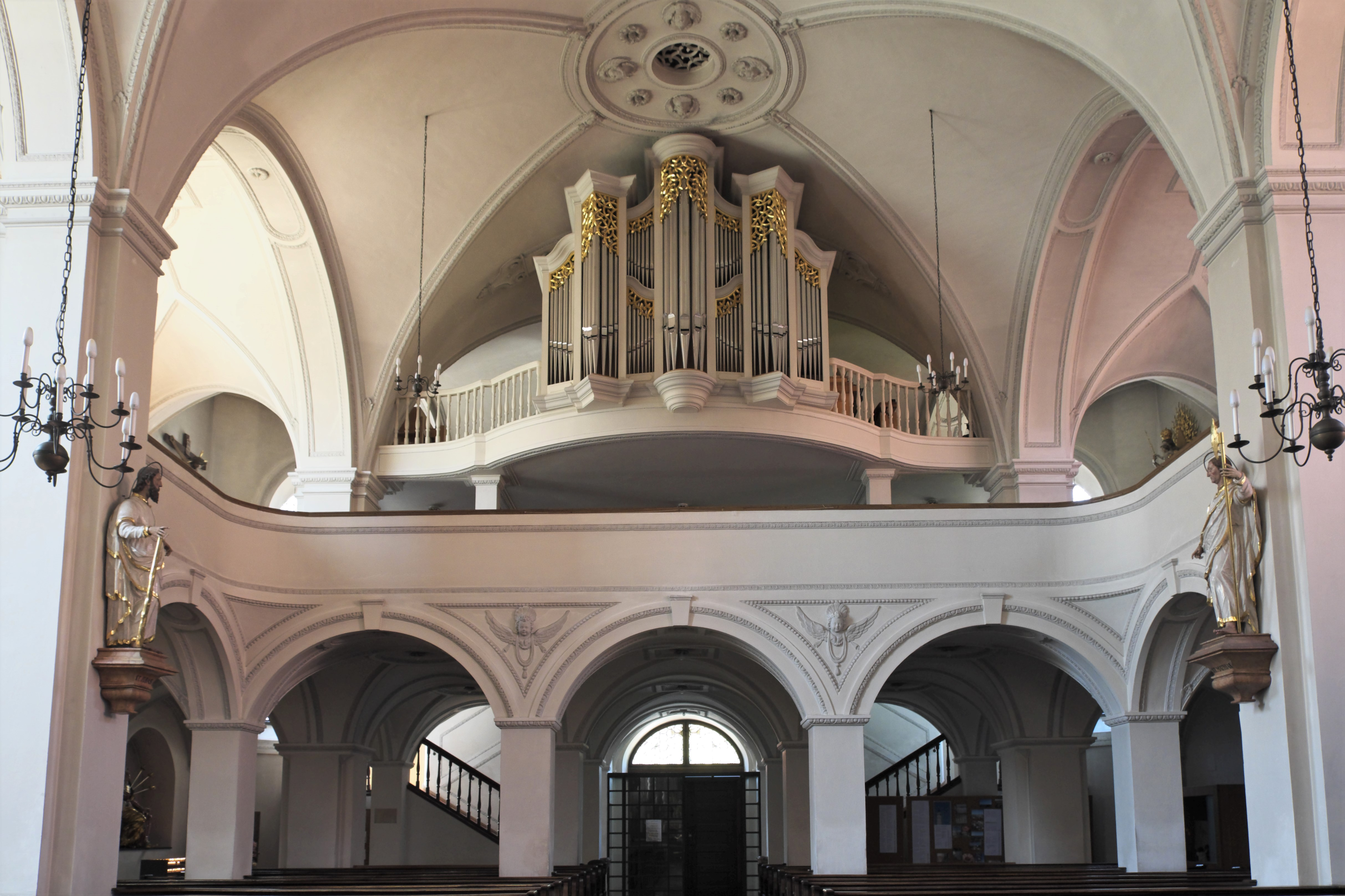
Organo a canne nella cantoria, in controfacciata

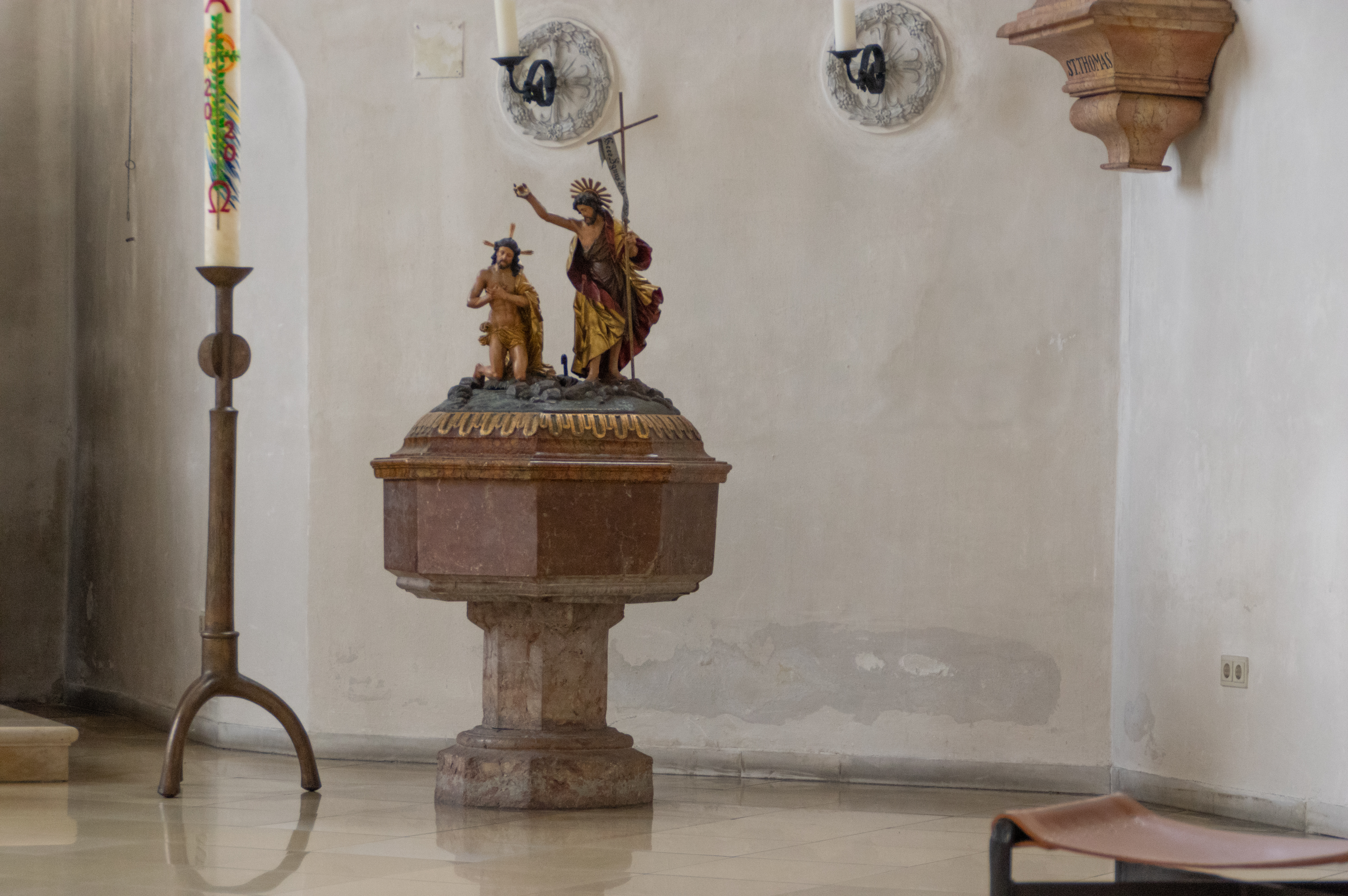
Fonte battesimale

Probabilmente il primo luogo di culto sul sito fu costruito intorno all'anno 1240, poco dopo la nascita di Dachau quando la famiglia Wittelsbach aveva acquistato la contea e trasformato l'insediamento in città di mercato. In questa fase potrebbe essere stata istituita anche la parrocchia di Dachau e si presume che sia stata creata dividendo la parrocchia originaria di Steinkirchen nelle parrocchie di Mitterndorf e Dachau. La parrocchia di Dachau viene menzionata per iscritto solo nel registro di Konradin del 1315. La dedicazione a San Giacomo è del 1390. Il famoso architetto italiano Federico Sustris costruì il coro attorno al 1584 poi, nel 1600, l'intero edificio fu oggetto di una ricostruzione. Nel 1626 fu il bavarese Hans Krumpper a ricostruire la navata in stile tardo rinascimentale, cosa non usuale nell'antica Baviera. Da allora l'edificio è costituito dall'aula a tre navate. Dal 1676 al 1678 fu innalzata la torre con la sovrastruttura ottagonale e copertura con cupola a cipolla e lanterna. Nel 1926 la navata fu prolungata di una campata e dal 1949 nella cella campanaria sono appese 4 campane.

## Descrizione

### Esterni
La chiesa parrocchiale di San Giacomo si trova nel centro di Dachau, comune capoluogo dell'omonimo circondario nella Baviera, Germania. Posta vicino al municipio presenta una grande facciata anteriore bianca mentre sulla facciata meridionale si conserva una grande e artistica meridiana affrescata che riporta l'ora, il mese e il segno zodiacale, opera del 1699 di Johann Georg Hörmann, pittore e allora sindaco di Dachau. La grande torre campanaria si alza in posizione arretrata sulla sinistra ed è alta 44 metri. Culmina con la copertura a cipolla e la lanterna. Nella cella campanaria vi sono 4 campane.

### Interni
L'ampia navata centrale è affiancata da due strette navate laterali che arrivano ad un breve coro, leggermente più largo della navata centrale, che conserva quattro statue poste ai suoi lati e che raffigurano i santi Giovanni e Andrea a sinistra, Giacomo e Tommaso a destra. Sull'altare maggiore la pala conserva il dipinto raffigurante Cristo e santi Pietro e Paolo di Josef Hauber. Nel presbiterio si trova il reliquiario della Santa Croce in stile barocco con numerose pietre preziose e il fonte battesimale gotico.